# Domásnya község
Domásnya község (románul: Comuna Domașnea) község Krassó-Szörény megyében, Romániában. Központja Domásnya, hozzá tartozik Szörénykanizsa.

## Népessége
A 2011-es népszámlálás adatai alapján a község népessége 1402 fő volt.